# Euphonia mesochrysa
Euphonia mesochrysa) loài chim thuộc Fringillidae (trước đây trong họ Thraupidae). Chúng sinh sống ở Bolivia, Colombia, Ecuador, và Peru.
Môi trường sống của chúng là các khu rừng nhiệt đới và cận nhiệt đới.